# Stewart-Haas Racing
Stewart-Haas Racing, tidigare Haas CNC Racing, var ett amerikanskt racingstall som tävlade i stock car-serierna Nascar Cup Series och Nascar Xfinity Series. Stallet var baserat i Kannapolis i North Carolina, i samma anläggning som huvudkontoret för Formel 1-stallet Haas F1 Team är i. De ägdes av entreprenören Gene Haas och den före detta racerföraren Tony Stewart, 50% vardera.
Stallet grundades 2002 av Gene Haas som Haas CNC Racing, ett sätt för honom att marknadsföra sitt tillverkningsföretag Haas Automation, som var 2014 ett av världens största tillverkare av CNC-maskiner, till den större massan. Haas hade innan bara varit sponsor för Nascar-stallet Hendrick Motorsports. 2009 gav Haas 50% av stallet till Tony Stewart i en del av betalningen för att Stewart skulle köra för dem.
Stewart-Haas Racing kommer vid utgången av 2024 att stänga ner verksamheten. Gene Haas kommer till säsomgen 2025 starta ett nytt stall utan Tony Stewart under namnet Haas Factory Team som kommer att ha en bil i cup-serien och två bilar i Xfinity-serien.

## Bilar och förare

### Nascar Cup Series
Samtliga förare som har kört för stallet och samtliga bilar som har använts i Nascars högsta serie.

#### Nuvarande

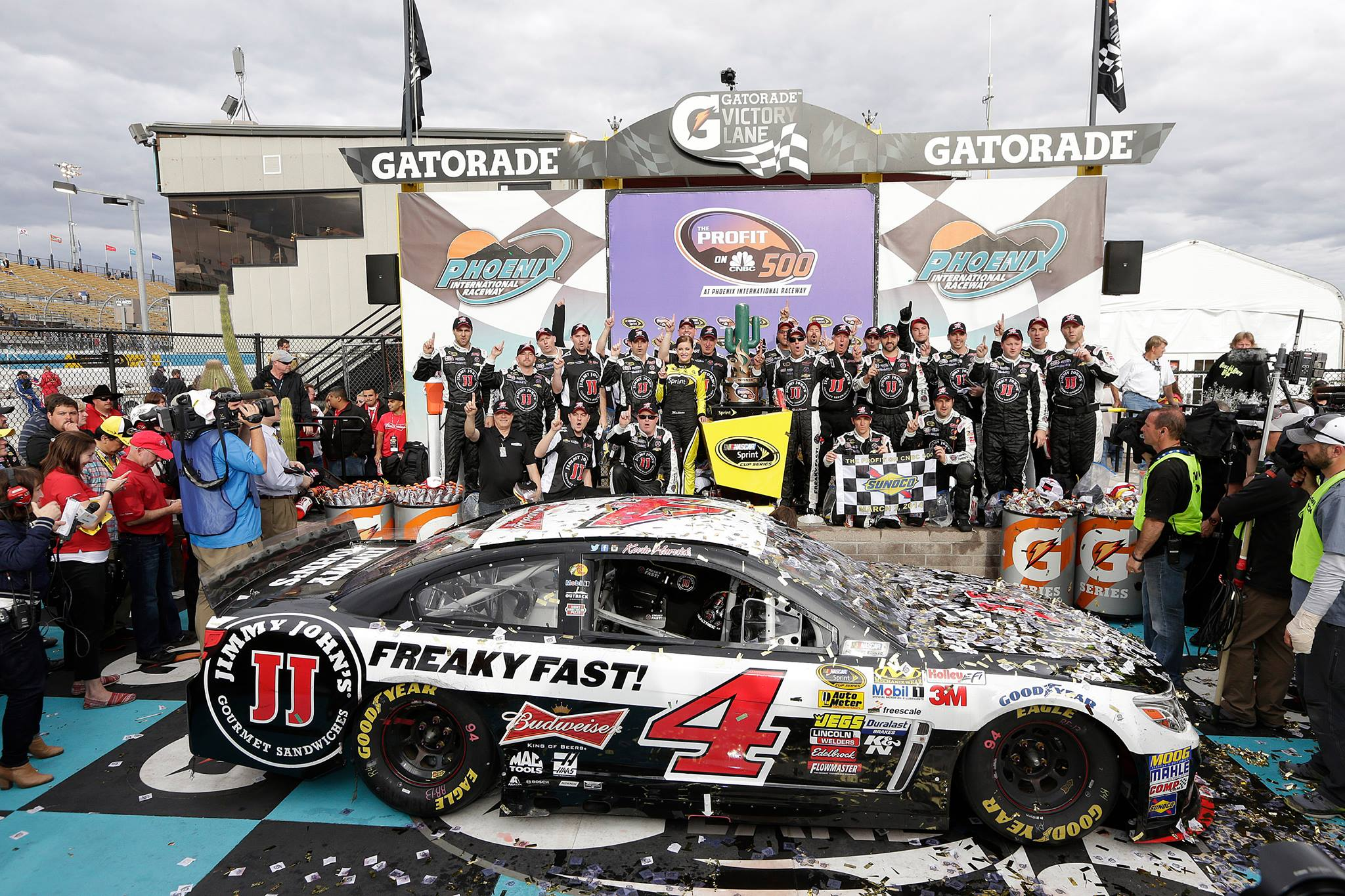
Kevin Harvicks bil #4, 2014.

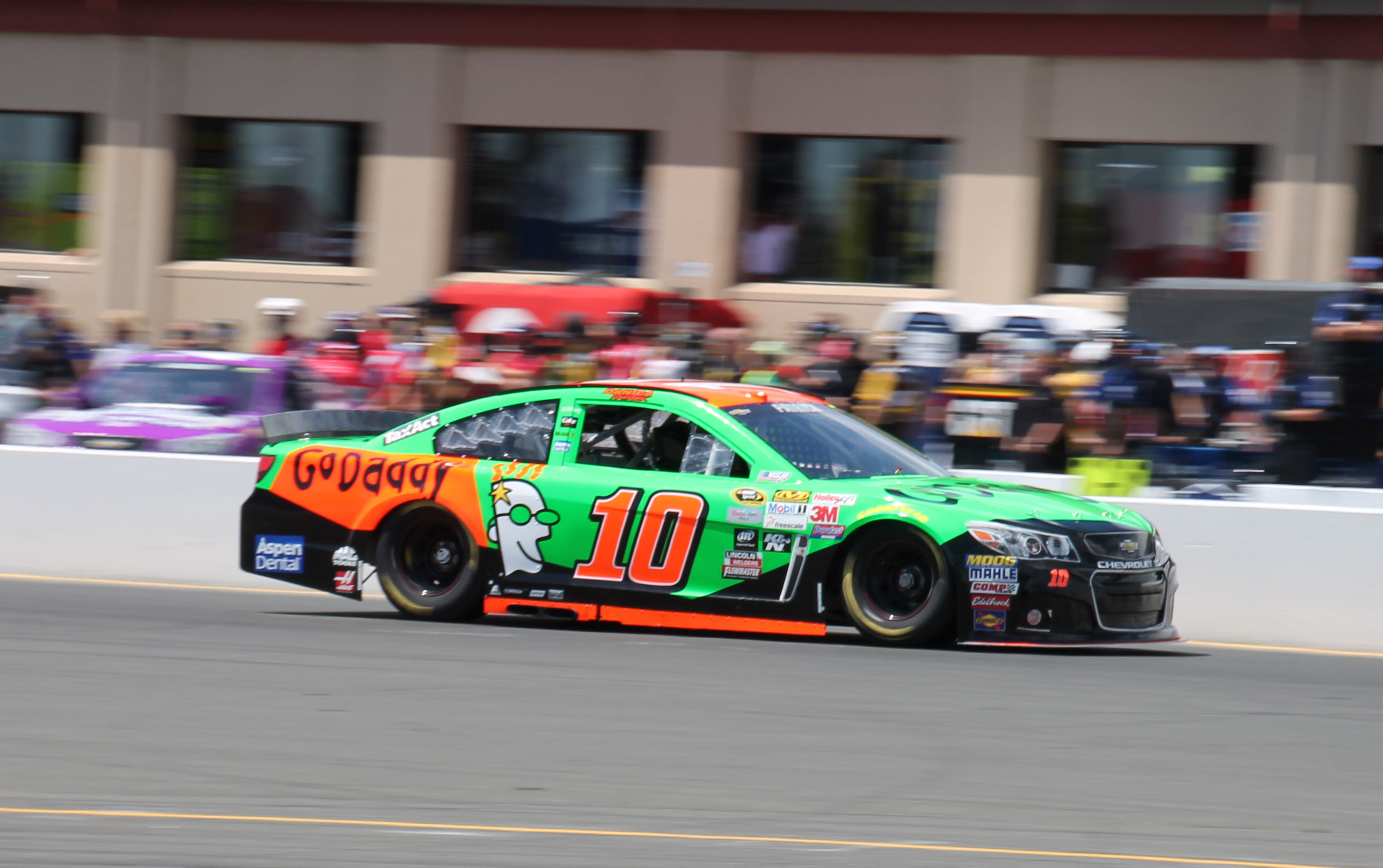
Danica Patrick i #10, 2015.

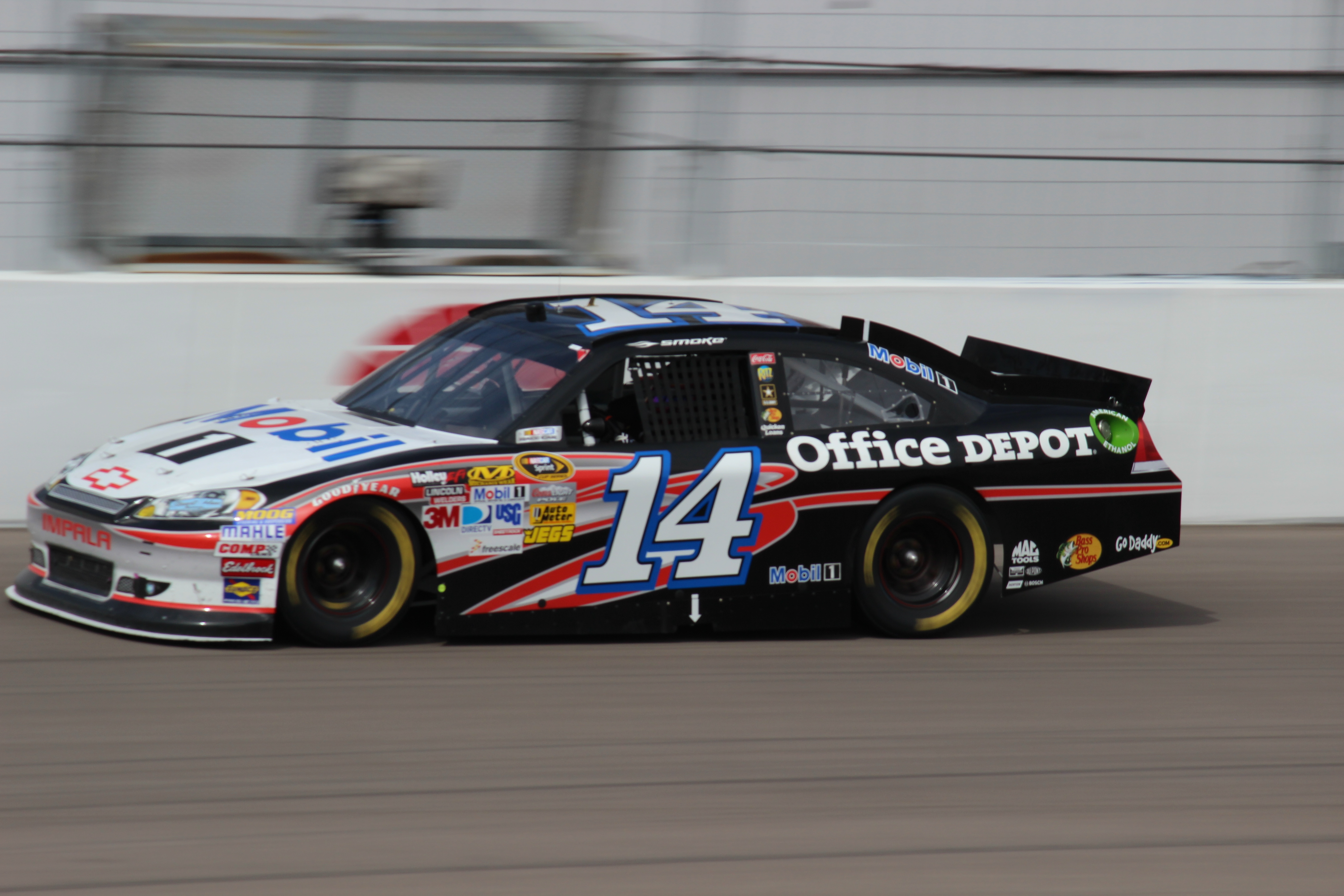
Tony Stewart i #14, 2012.

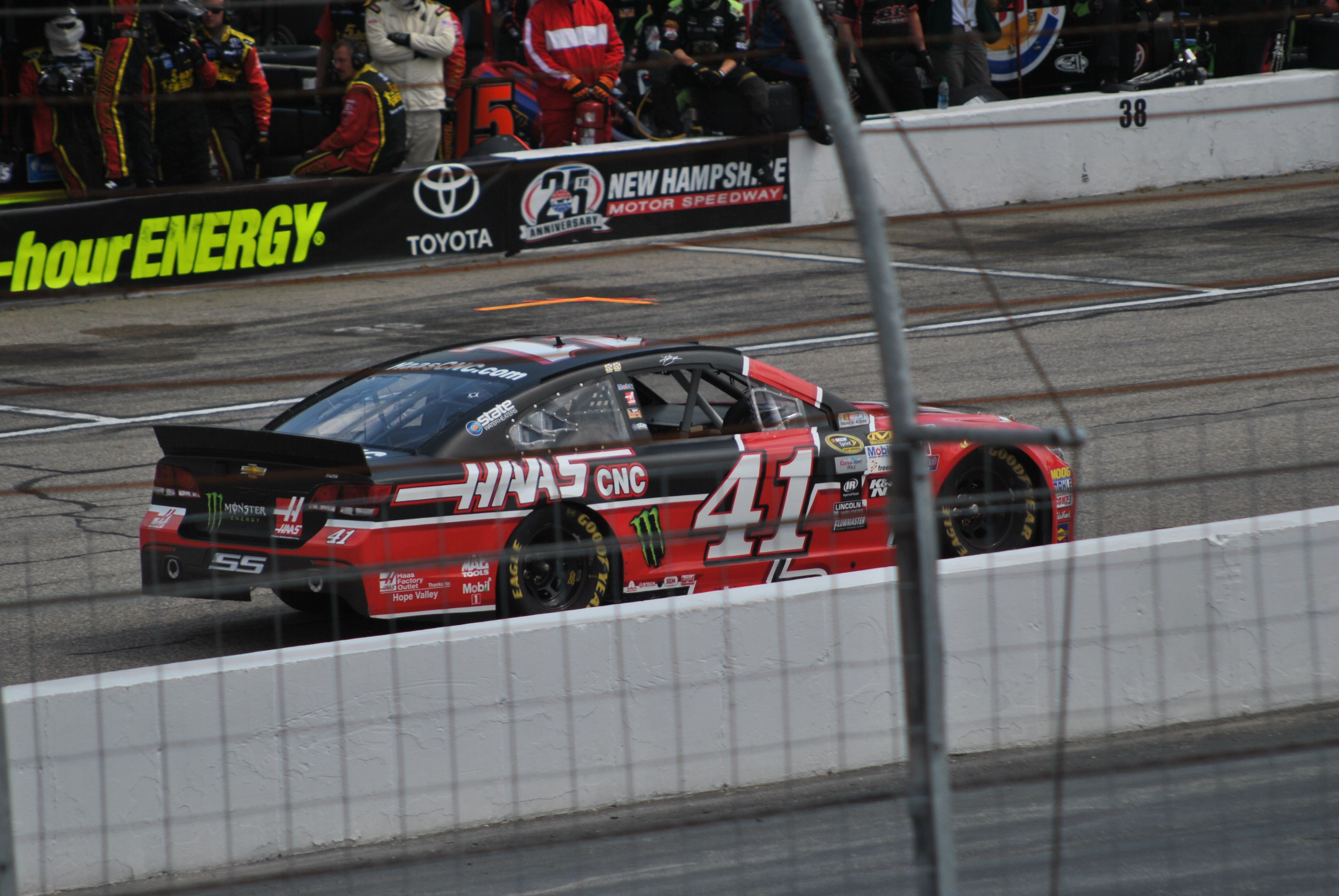
Kurt Busch i #41, 2015.

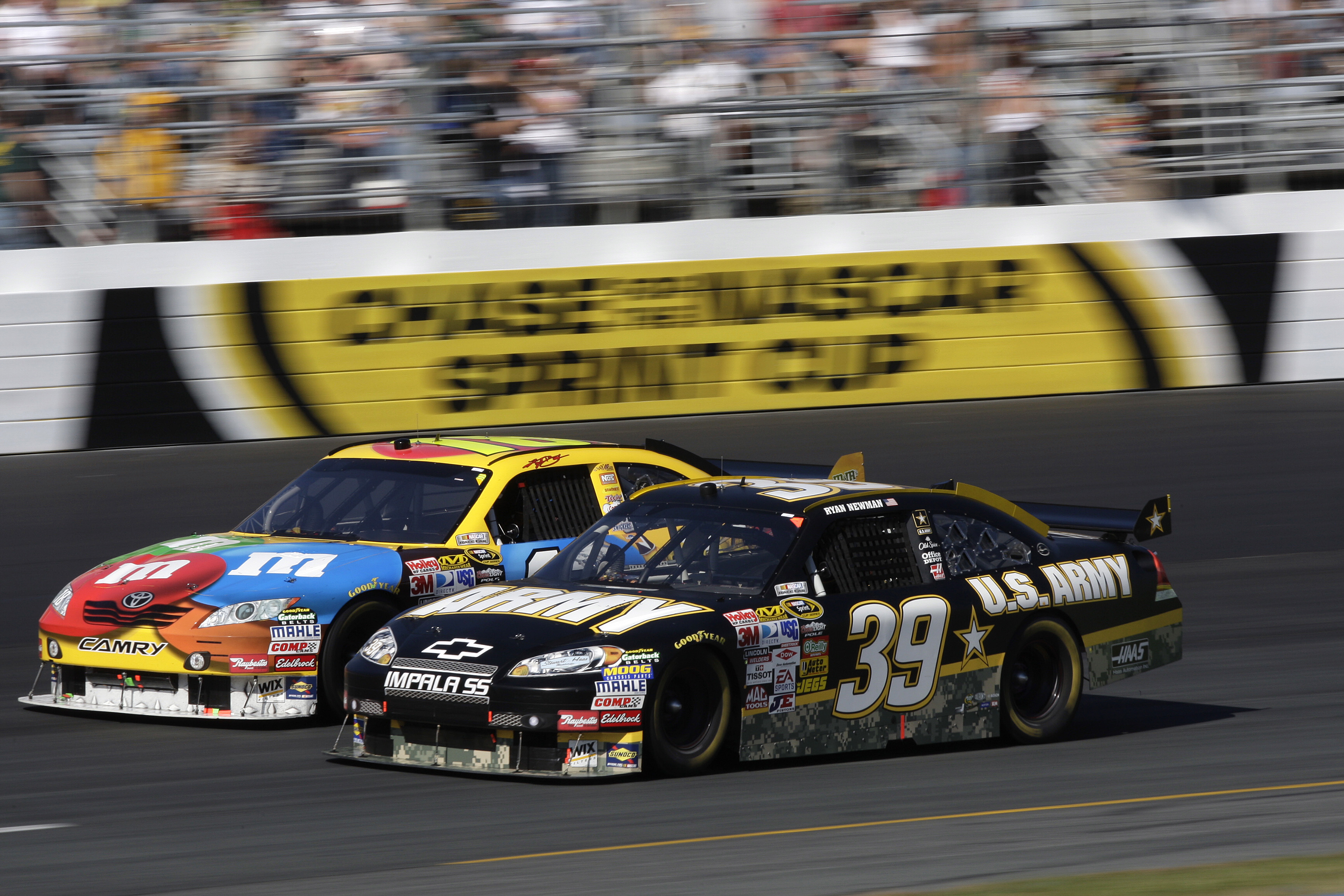
Ryan Newman i #39, 2009.

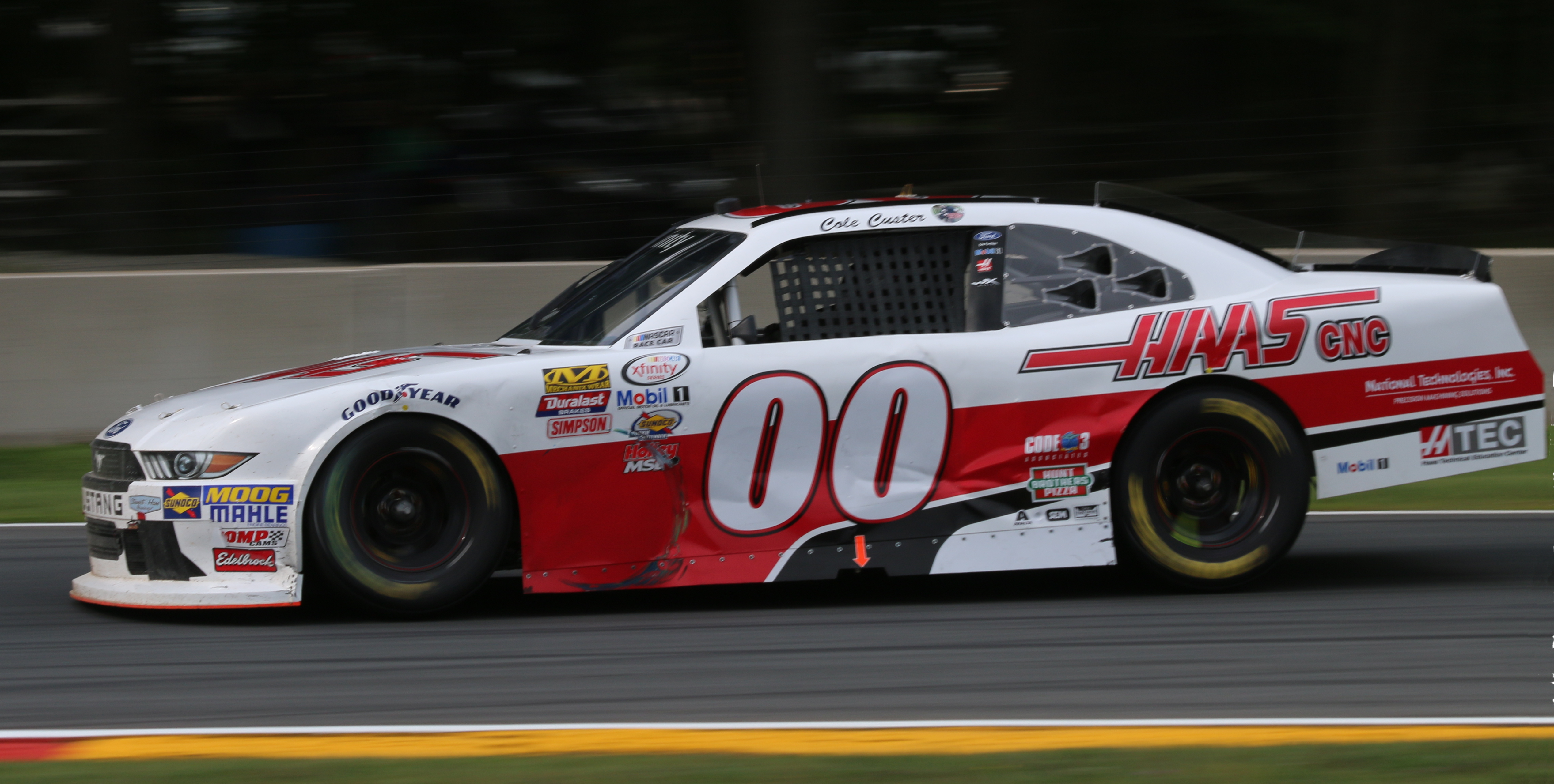
Cole Custer i #00, 2017.

##### #4
- Kevin Harvick: 2014[10], 2015[11], 2016[12], 2017[13], 2018[14], 2019[15], 2020[16]

, 2021, 2022
- - Han vann förarmästerskapet för 2014 års säsong.[19]

##### #10
- Danica Patrick: 2012[20], 2013[21], 2014[10], 2015[11], 2016[12], 2017[13]
- Aric Almirola: 2018[14], 2019[15], 2020[16], 2021[17], 2022[18], 2023
- Noah Gragson: 2024[22]

##### #14
- Tony Stewart: 2009[23], 2010[24], 2011[25], 2012[20], 2013[21], 2014[10], 2015[11], 2016[12]
  - Han vann förarmästerskapet för 2011 års säsong.[26]
- Max Papis: 2013[21]
- Austin Dillon: 2013[21]
- Mark Martin: 2013[21]
- Jeff Burton: 2014[10]
- Brian Vickers: 2016[12]
- Ty Dillon: 2016[12]
- Clint Bowyer: 2017[13], 2018[14], 2019[15], 2020[16]
- Chase Briscoe: 2021[17], 2022[18]

##### #41
- Kurt Busch: 2014[10], 2015[11], 2016[12], 2017[13], 2018[14]
- Regan Smith: 2015[11]
- Daniel Suárez: 2019[15]
- Cole Custer: 2020[27][16], 2021[17], 2022[18]
- Ryan Preece: 2023[28]

#### Före detta

##### #0
- Jack Sprague: 2003[29]
- John Andretti: 2003[29]
- Jason Leffler: 2003[29]
- Ward Burton: 2003[29], 2004[30]
- Mike Bliss: 2004[30], 2005[31]

##### #39
- Ryan Newman: 2009[23], 2010[24], 2011[25], 2012[20], 2013[21]

##### #60
- Jack Sprague: 2002[32], 2003[29]
- Jason Leffler: 2004[30]

##### #66
- Jeff Green: 2006[33], 2007[34]
- Jeremy Mayfield: 2007[34]
- Scott Riggs: 2008[35]
- Max Papis: 2008[35]

##### #70
- Johnny Sauter: 2007[34], 2008[35]
- Jeremy Mayfield: 2008[35]
- Ken Schrader: 2008[35]
- Jason Leffler: 2008[35]
- Tony Raines: 2008[35]

##### #77
- Johnny Sauter: 2006[33]

#### Bilmärken
De bilmärken man har kört sen stallet grundades.
- Chevrolet: 2002[32], 2004[30], 2005[31], 2006[33], 2007[34], 2008[35], 2009[23], 2010[24], 2011[25], 2012[20], 2013[21], 2014[10], 2015[11], 2016[12]
- Pontiac: 2003[29]
- Ford: 2017[13], 2018[14], 2019[15]

### Nascar Xfinity Series
Samtliga förare som har kört för stallet och samtliga bilar som har använts i Nascars näst högsta serie.

#### Nuvarande

##### #00
- Jason Leffler: 2003, 2004
- Blake Feese: 2004
- Tony Raines: 2004
- Justin Labonte, 2004
- Johnny Sauter, 2006
- Cole Custer, 2017, 2018, 2019[36]

##### #98
Stewart-Haas inledde ett samarbete med Biagi-DenBeste Racing och där sina egna förare skulle köra bil #98.
- Aric Almirola: 2018[37]
- Chase Briscoe: 2018[38], 2019[39]
- Kevin Harvick: 2018[40]

#### Före detta

##### #41
- Kevin Harvick: 2017[41]

##### #44
Haas CNC Racings stall för Nascar Busch Series fusionerades med Labonte Motorsports och blev Labonte-Haas Motorsports. Stallet lades ner efter säsong 2005.
- Justin Labonte: 2005

### Nascar Gander Outdoors Truck Series
Samtliga förare som har kört för stallet och samtliga bilar som har använts i Nascars tredje högsta serie.

#### Före detta

##### #00
- Cole Custer, 2014[43]

### Nascar K&N Pro Series West
Samtliga förare som har kört för stallet och samtliga bilar som har använts i Nascar K&N Pro Series West.

#### Före detta

##### #41
- Aric Almirola, 2018[44]